# Clarence Duncan Chamberlin

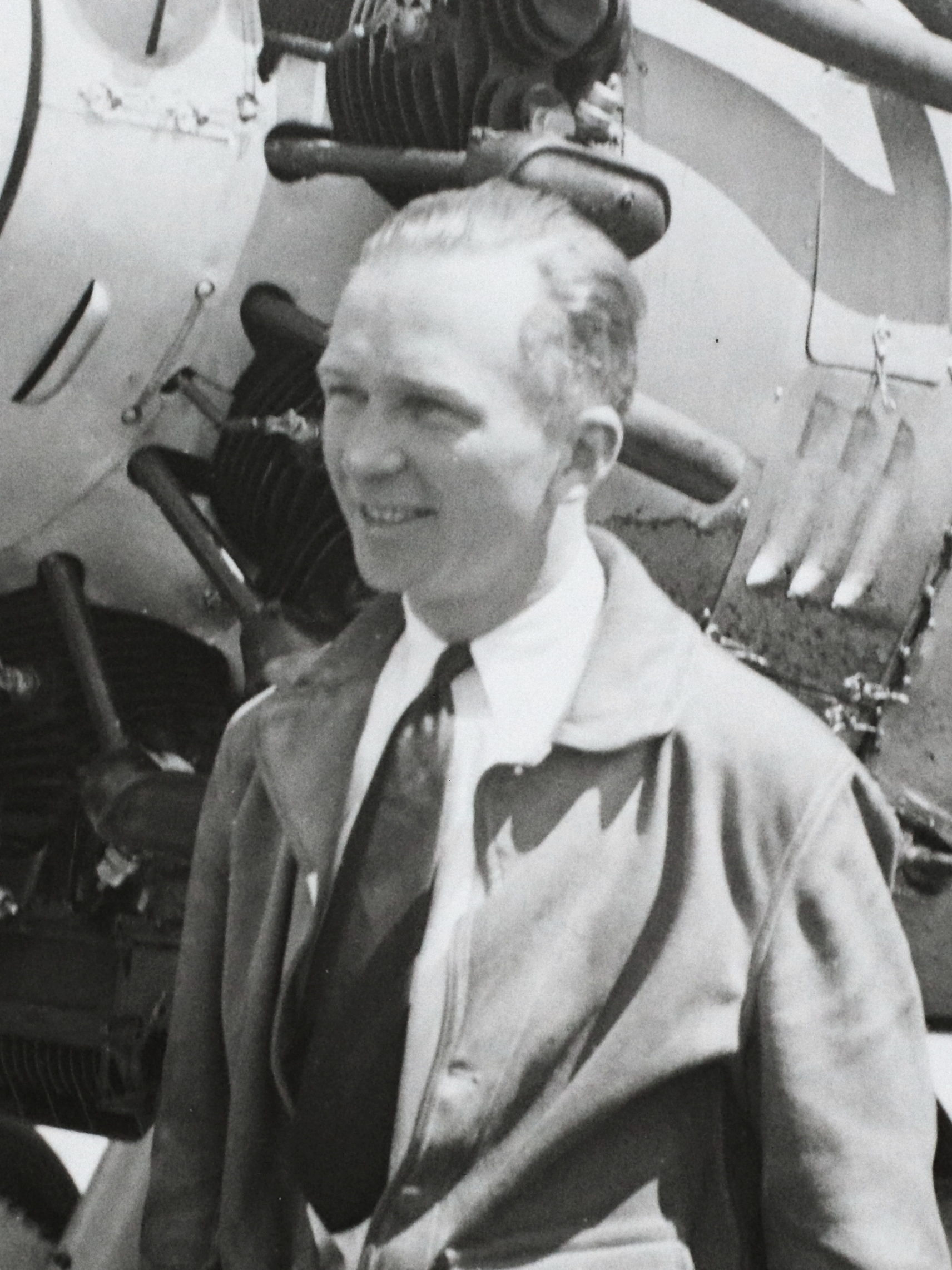
Clarence Duncan Chamberlin, 1928

Clarence Duncan Chamberlin (* 11. November 1893 in Denison, Iowa; † 30. Oktober 1976 in Shelton, Connecticut) war ein US-amerikanischer Flieger. Er war der erste Mensch, der zusammen mit einem Passagier, Charles A. Levine, nonstop von New York aus über den Atlantik nach Deutschland flog.

## Leben und Wirken
Das Flugzeug, eine Bellanca W.B.2 namens Miss Columbia, startete am 4. Juni 1927 in New York (Roosevelt Field, Long Island) und landete am 6. Juni zunächst in Eisleben bei Halle (Saale). Für die Strecke von 3911 statute miles (6294 km) benötigte er etwa 43 Stunden. Danach setzte er seinen Flug mit dem Ziel Berlin fort und landete in Klinge bei Cottbus.
Nach der Reparatur des Flugzeugs durch Mechaniker aus Cottbus erreichte er nach einer Zwischenlandung in Cottbus erst am nächsten Tag, Dienstag, 7. Juni 1927, sein Ziel.
Er landete auf dem Flughafen Berlin-Tempelhof, dem Tempelhofer Feld. Von hier berichtete der Radioreporter Alfred Braun über das Ereignis. An den Flug und das Flugzeug erinnert noch heute der Straßenname Columbiadamm.